# Дальбом, Андерс Густав
Андерс Густав Дальбом  (швед. Anders Gustav Dahlbom, 3 марта 1806—3 мая 1859) — шведский энтомолог.
Сын военного хирурга. Был доцентом естественной истории в Лундском университете и хранителем энтомологического музея. Его учителем был Иоганн-Вильгельм Цеттерштедт.
Главная работа: «Hymenoptera Europaea praecipue borealia» (1845).